# アッバース朝革命
アッバース朝革命（英語: Abbasid revolution）は、8世紀にウマイヤ朝が滅亡しアッバース朝が成立した一連の過程を指す歴史用語である。軍事的には747年にイラン東部のホラーサーン地方で蜂起が始まり、749年に革命軍が革命運動の本拠地クーファに入城、アッバース家の人物をカリフに推戴した。翌年にダマスクスに進軍、ウマイヤ朝軍を破り終結した。アッバース朝革命の前後で帝国の構造・社会・文化のありかたが大きく変容し、影響は単に支配家系がウマイヤ家からアッバース家に交替したにとどまらなかった。

## 研究小史
8世紀中葉にウマイヤ朝からアッバース朝への王朝交替があったことは古くから知られていたが、この歴史的事件に人種主義的な意義づけを与えたのは19世紀末のヨーロッパである。オランダの東洋学者フロテンは、この事件が重税に苦しんでいたイラン人の支配者アラブに対する反乱であったと考え、事件の動因をイラン民族主義とその表れであるシーア派思想に帰した。
ヴェルハウゼンはこのような「イラン民族主義説」を否定し、改宗非アラブのマワーリーの税制上の不平等に起因すると論じた。ヴェルハウゼンによると、革命軍の兵士たちの大半はメルヴ諸村のイラン人農民であるが、革命の指導層にはアラブもいたし、シーア派思想はイラン民族主義とは無関係に生じたものである。革命派のアラブもイラン人も、ともにカイサーン派の一分派であるハーシミーヤに属していたとした。ヴェルハウゼンは1902年に発表した著作の中で、非アラブの改宗者を税制上差別したウマイヤ朝を「アラブ帝国」、改宗者の税制上の差別を撤廃したアッバース朝を「イスラーム帝国」と呼んだ。アラブ帝国ウマイヤ朝からイスラーム帝国アッバース朝へというヴェルハウゼンの理論は、その後数々の修正を加えられながらも現在（少なくとも20世紀末）でも有効であると言われている。

## 背景
正統カリフの時代の後、661年に成立したイスラーム史上最初の世襲王朝、ウマイヤ朝の正統性には当初から疑問が抱かれていた。ハワーリジュ派と総称される反体制運動が絶え間なく続いた。ムアーウィヤがそれまでの慣例に反して世襲制を導入したことや、その結果即位した第2代カリフのヤズィード1世がカルバラーでアリーの子イマーム・フサインを殺害したことなども、各方面からの非難を招いた。さらにウマイヤ朝はアラブ人を優遇し、非アラブ人はたとえイスラームに改宗したとしてもマワーリーとして差別され、ジズヤ（人頭税）の支払いを課せられていた。そのうえ歴代カリフのほとんどがイスラームの戒律を軽視し、世俗的享楽に耽ったことも厳格なムスリムたちに批判された。
ウマイヤ朝治下では絶えざる反乱や蜂起が続いていたが、743年に有能な第10代カリフ、ヒシャームが死去したことによって、王朝の衰勢は決定的なものとなった。
主要な要因としては以下のものが挙げられる。
- 南アラビア系アラブ人の子孫と、北アラビア系アラブ人の子孫の対立
- それを背景とした宮廷の内紛とカリフ位をめぐる争い
- 無能なカリフの続出
- シーア派の影響力拡大と反体制運動の激化（ザイド派の反乱など）
- ウマイヤ朝の支配に対する非ムスリムやマワーリーの不満と、イラン人（ペルシア人）民族主義の台頭（シュウービーヤ運動）

こうした社会的混乱が広がる中に、預言者ムハンマドの叔父の末裔・アッバース一族が登場し、各地の不満分子を利用しながら自らの権力獲得を目指すことになる。

## 経過
ウマイヤ朝治下においてアッバース一族はハーシム家の一員として尊敬を集めていたものの、政権からは遠ざけられていた。しかし混乱が広がりウマイヤ朝の支配の正統性に各方面から疑問が投げかけられるなかで、アッバース一族はウマイヤ家以上に預言者に近しい血脈を利用し、イスラーム世界の支配権を要求した。アッバース家の当主ムハンマドは死海南部の小村フマイマを本拠にハーシミーヤという政治運動を組織し、各地にダーイー（秘密教宣員）を派遣してウマイヤ朝への不満を煽動しはじめた。伝統的に反ウマイヤ朝の気風が強いイラクのクーファにも重要な支部がおかれた。
ハーシミーヤのダーイーたちは多くの場合「アッバース家一族のカリフ位推戴」という最終目的を隠しつつ、ハーシム家の一員をカリフとするという目的において共通するシーア派と結び、いたるところで反乱を組織した。ダーイーたちのうちで最大の成功をおさめたのはホラーサーンに派遣されたアブー・ムスリムで、彼は747年に8000人のホラーサーン人を率いて挙兵し、翌年にホラーサーンの中心都市メルヴを占領。ウマイヤ朝の総督ナスル・イブン・サイヤールを殺害し、大軍を西方に派遣した。ホラーサーン軍はイラン各地の諸都市を次々に制圧し、749年夏にはイラクに達した。
しかしアッバース一族が密かにこの運動を指導しつつフマイマ村に潜んでいることはウマイヤ朝側の察知するところとなり、ムハンマドのあとを継いでアッバース家の当主となったイブラーヒーム・イブン・ムハンマドは捕えられ、749年8月にハッラーンで処刑された。イブラーヒームの弟アブー・アル＝アッバースら14人は脱出に成功し、クーファに潜入した。
イラクに入ったホラーサーン軍は9月にクーファを降した。ここでアッバース一族が姿を現し、10月30日/11月28日にホラーサーン軍によってアブー・アル＝アッバースがカリフとして推戴された。これがアッバース朝初代カリフのサッファーフである。ウマイヤ朝のマルワーン2世はイラク北部の大ザーブ河畔でホラーサーン軍に抵抗するが（ザーブ河畔の戦い）、750年1月に大敗し、エジプトで殺害された。ウマイヤ朝の都ダマスカスも4月に陥落し、ウマイヤ朝の王族のほとんどが殺害された。このとき辛うじて逃亡に成功したアブド・アッラフマーンはイベリア半島に奔り、この地に後ウマイヤ朝を建てることになる。

## 結果

### 革命協力者たちへの対応
アッバース家は各地に放ったダーイーを通じてシーア派やカイサーン派など不満分子の力を利用した。しかしシーア派が夢みたアリー家イマームのカリフ推戴は実現せず、アッバース朝確立後にはかえって不穏分子として弾圧されるようになる。また革命に貢献したアブー・ムスリムらの功臣たちも、あまりにも強大な力を持つために王朝の安定を損なうものとして粛清された。

### カリフ権力の強化
アッバース朝ではサーサーン朝ペルシアや東ローマ帝国に倣って複雑な官僚制が組織され、カリフの権威と権力は至高至上のものとされた。この時代のカリフはめったに人前に姿を現さず、文武百官によって一般庶民から隔絶されていた。宮中でもカリフは周囲に帳をめぐらし、侍従（ハージブ）がカリフへの取次ぎを行なった。そのため高官であってもカリフと直接に対面することはまれであった。カリフはさまざまな称号を帯び、のちには「預言者の代理人」（ハリーファト・ラスールッラー）ではなく「神の代理人」（ハリーファト・アッラー）と名乗るにいたった。またカリフの玉座の脇には常に死刑執行人が控え、カリフの意に沿わぬものはその場で処刑できるものとされた。

### ペルシア化
アッバース朝の成立によって生じた最大の変化としては、ペルシア人の影響力が増したことがあげられる。
ペルシア人はウマイヤ朝時代には単なる従属民とされていたが、ホラーサーン軍に参加してアッバース革命に大きく貢献したこともあり、アッバース朝の時代には多くのペルシア人官僚が取り立てられた。文官筆頭の宰相（ワジール）の位もほぼペルシア人によって独占された。たとえば初代ワジールに任じられたアブー・サラマはイラン系マワーリーであった。アブー・サラマが粛清の対象として処刑されたあとは、バルフの仏教寺院管長の子孫であるバルマク家の者たちがハールーン・アッラシードの時代までワジール位を独占する。
また軍事面でも、初期アッバース朝の軍隊の中核を担ったのはホラーサーン人によるカリフの親衛隊（ホラーサーニー部隊）であった。文化面でもペルシア化が進み、宮廷ではサーサーン朝に倣った官制や称号、衣服などが導入され、民衆のあいだでもペルシア系文化の影響が増大した。こうした点から、当時のアッバース朝を実質的にアラブ人とペルシア人の連合政権であるとする研究者もいる。

### イスラーム化
またアッバース朝治下では、それまでの非アラブ人に対する税制上の差別待遇が撤廃された。すなわちムスリムであれば非アラブ人であってもジズヤ（人頭税）は課されず、一方アラブ人であっても土地を所有していればハラージュ（地租）が課されるようになった。アッバース朝の時代には首都バグダードを中心に国際交易が発達し、多様な文化や民族の融合と一体化が促進された。歴代カリフもそれまでのようなアラブの部族制を重視せず、ペルシア人をはじめとする諸民族から妃妾を迎えた。イスラームへの改宗とアラビア語の普及も進展した。こうした点から、しばしばウマイヤ朝がアラブ人による征服王朝、すなわちアラブ帝国であるのに対し、アッバース朝は人種を問わない普遍的世界帝国、すなわちイスラーム帝国であると論じられる。

## 歴史的意義をめぐる論争
著名なイスラーム史家のヴェルハウゼンは、アッバース革命をそれまで体制から疎外されてきたペルシア人改宗民（マワーリー）がアラブ人による支配を覆した政治革命だと論じた。その論拠としては、アッバース革命に対するペルシア人の貢献が大きかったことと、初期アッバース朝政権に多くのペルシア人が参加していたことが挙げられる。
ただし、この説には反論も少なくない。それによれば、アッバース革命を担ったホラーサーン軍の中核を占めていたのは定住したアラブ人兵士の子孫であり、革命は体制に不満を抱くアラブ人がペルシア人の力を利用してウマイヤ朝を打倒したに過ぎないという。

## 典拠
1. ↑  Daniel, Elton L. (19 July 2021). "ʿAbbāsid Revolution". Encyclopaedia of Islam, THREE.
2. 1 2 3  『イスラーム研究ハンドブック』板垣雄三監修、栄光教育文化研究所〈講座イスラーム世界別巻〉、1995年、88-91, 398頁。
3. 1 2  花田, 宇秋「M. A. シャーバーン著「アッバース朝革命」」『イスラム世界』第16巻、1979年、71-75頁、doi:10.57470/theworldofislam.16.0_71。
4. 1 2  菊地, 達也『イスラーム教「異端」と「正統」の思想史』講談社〈講談社メチエ〉、2009年。ISBN 978-4-06-258446-3。
5. 1 2 3 4  余部, 福三「アッバース朝革命とホラーサーン」『オリエント』第26巻第1号、1983年、69-84頁、doi:10.5356/jorient.26.69。
6. ↑  Vloten, Gerlof van (1894). Recherches sur la domination arabe, le chiitisme et les croyances messianiques sous le khalifat des Omayades. Amsterdam: J. Müller